# انافاتیدا
انافاتیدا (به لاتین: Anafotida) یک منطقهٔ مسکونی در قبرس است که در ناحیه لارناکا واقع شده‌است.

## خصوصیات
انافاتیدا ۶۷۹ نفر جمعیت دارد.